# مت تیسون
مت تیسون (انگلیسی: Matt Thiessen؛ زادهٔ ۱۲ اوت ۱۹۸۰) یک موسیقی‌دان اهل ایالات متحده آمریکا است. وی از سال ۱۹۹۸ میلادی تاکنون مشغول فعالیت بوده‌است.